# Rose Hobart (film)
Rose Hobart is een surrealistische experimentele korte film uit 1936 gemaakt door kunstenaar Joseph Cornell. Cornell kocht een kopie van de film East of Borneo uit 1931 en was zo gefascineerd door Rose Hobart, de hoofdrolspeelster in de film, dat hij besloot de film zodanig te monteren dat alleen de scènes van de actrice overbleven. Hij voegde vervolgens enkele opnamen van een zonsverduistering toe en plaatste er muziek onder van Nestor Amaral, van wie hij een lp had gekocht in een kringloopwinkel. In 1936 ging de film in première, samen met enkele andere korte films gemaakt door Cornell. In het publiek zat Salvador Dalí, die na het zien van de film de projector omgooide en beweerde dat hij precies hetzelfde idee had voor een film maar er nooit iets mee gedaan had. De film, die 19 minuten duurt, werd in 2001 opgenomen in het National Film Registry.